# Isabel da Cumânia
Isabel da Cumânia (Cumânia, c. 1240 - Hungria, 1290) foi rainha da Hungria, filha de Kuthen da Cumânia, cã da Cumânia, e de Galícia de Halicz.
Foi esposa de Estêvão V da Hungria, com quem se casou Buda, antes de 18 de outubro de 1239 — Ilha de Csepel, 6 de Agosto de 1272), rei da Hungria de 1270 até a sua morte, com quem teve:
1. Isabel, Rainha da Sérvia (1255 -?), princesa da Hungria, casou com Zavish, Senhor de Falkenstejn e depois com Estêvâo Milutino, rei da Sérvia.
2. Catarina, Rainha da Sérvia (1257 -?) princesa da Hungria, casou com Estêvão Dragutino, rei da Sérvia.
3. Maria, Rainha de Nápoles (1257 – 1323) princesa da Hungria, casou com Carlos II de Nápoles, rei de Nápoles e da Sicília. Deste casamento nasceu Carlos Martel de Anjou, fundador da casa húngara dos Anjou.
4. Ana, Imperatriz Bizantina, princesa da Hungria, casou com Andrónico II Paleólogo, Imperador de Bizâncio.
5. Ladislau IV da Hungria, rei da Hungria casou com Isabel de Anjou, princesa de Nápoles.
6. André da Eslavônia (1268 -?), duque da Eslavônia.